# Antonio Giuseppe Santagata
Antonio Giuseppe Santagata (Genova, 10 novembre 1888 – Recco, 13 settembre 1985) è stato un pittore e scultore italiano.

## Biografia

A. G. Santagata: bozzetto per l'affresco del salone nella Casa del Mutilato, Genova 1938

Nacque da Giovanni Santagata e Maria Boasi, fratello di Ernesto e Luisa.
L'opera di Santagata è di tipo principalmente pittorico, sia di affresco che di cavalletto, iniziando le esposizioni dei suoi lavori nel 1912. In questo iter talvolta si inseriscono esperienze nella medaglistica e nella scultura. Nel 1915 parte per la guerra: assegnato alla II Armata e destinato all'11º Reggimento Fanteria Casale con il grado di sottotenente il 28 ottobre dello stesso anno è ferito in combattimento ad una gamba sul monte Sabotino. 
Alla Promotrice di Genova del 1925 espose due opere che possono essere poi riconosciute quali Con l'anima in volo e Carlo Delcroix.
I bassorilievi, che per il loro intrinseco metodo di lavoro non son molto distanti da pittura e medaglistica; di tali lavori si conservano i bronzi presenti nella Galleria d'arte contemporanea di Genova-Nervi.
A Roma nella cappella della Casa dei ciechi di guerra si trova una Via Crucis in terracotta, così come il Cristo in croce e la Madonna del Grappa, posizionati ivi susseguentemente.
Per la Biennale di Venezia del 1930 realizzò Il manico del frustino di Andromeda. Tra il 1928 e il '32 affresca il salone della Casa Madre dei Mutilati di Roma (il Catino absidale: L'offerta della Casa Madre alla Vittoria e le tre lunette laterali: La partenza, L'assalto, Il ritorno).
Nel 1936-37 affresca il cortile delle Vittorie (lato ovest) della Casa Madre dei Mutilati di Roma. Nello stesso anno esegue un affresco per l'ingresso del Collegio IV Novembre al Lido di Ostia (Roma) andato distrutto per eventi bellici. Nel 1938 affresca la casa dei Mutilati di Genova e realizza anche una vetrata all'ingresso dell'edificio.

Al centro particolare di affresco, ai lati i bozzetti dei soldati.

Esegue anche cinque mosaici all'interno del Palazzo di Giustizia di Milano: Giustiniano, La Giustizia, Il canonico Graziano, Napoleone legislatore e Le leggi fasciste (quest'ultimo rimosso dopo la caduta del Fascismo). Negli anni 1938-1940 dipinge l'affresco sulla facciata del Padiglione Italiano alla Biennale di Venezia (La Regina del Mare).

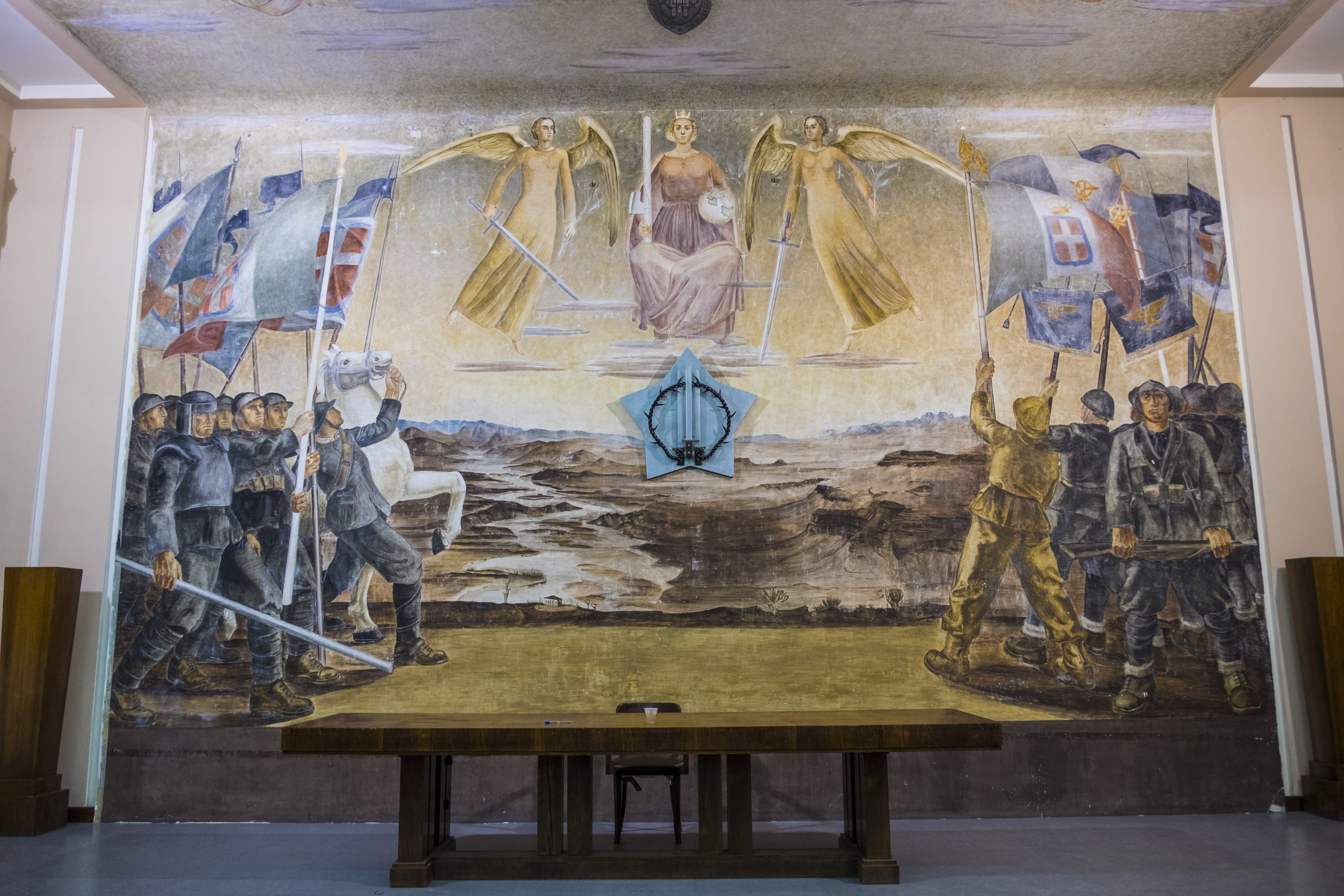
Affresco nella sala delle adunate nella Casa del Mutilato, Palermo 1940

Nel 1940 realizza l'affresco nella sala delle adunate e della cappella (L'attesa e l'attacco) presso la Casa del Mutilato di Palermo. Nel 1941 realizza un affresco celebrativo all'interno della casa Littoria di Bergamo dedicato alla medaglia d'oro Antonio Locatelli.
Nel 1942 affresca il salone della Casa dei Mutilati di Milano e realizza anche la vetrata all'ingresso dedicata alla medaglia d'oro Paolucci di Calboli. Realizza anche i due mosaici esposti all'esterno, sul lato ovest. Nel 1944 realizza due mosaici nel salone della Casa del Mutilato di Ravenna: Giulio Cesare attraversa il Rubicone e La marcia su Roma, quest'ultimo distrutto durante i giorni della Liberazione.
Nel 1953 esegue due affreschi nell'ala nuova dell'ospedale Galliera (sala d'attesa del pronto soccorso) di Genova. Nel 1953 affresca l'entrata del palazzo "Eridania" di Genova (La Valle del Po).

A. G. Santagata, "frana sul mare a Mulinetti di Recco" olio su tavola 21x34cm 1935

Nel 1955-57 realizza gli affreschi della cupola e dei pennacchi) nella Basilica Regina degli Apostoli in Roma.
Successivamente esegue due mosaici sulla facciata esterna della Casa del Mutilato di Milano (I mutilati e i reduci inneggiano alla pace). Restaura e modifica l'affresco all'interno della casa Littoria di Bergamo danneggiato durante i giorni della Liberazione (modifica un gruppo di camicie nere in un gruppo di popolane)

A. G. Santagata: prova di affresco su intonaco relativo alla volta del santuario N. S. della Guardia, Genova 1963

Nel 1963 esegue gli affreschi della navata centrale del Santuario di Nostra Signora della Guardia di Genova. Nel 1977 realizza i mosaici all'interno e all'esterno della cattedrale di Recco (Genova). Esegue anche un mosaico nella cappella di famiglia Pedemonte nel cimitero di S. Ilario (Genova) e un affresco nella cappella di famiglia Zucconi nel cimitero di Megli, frazione di Recco (Genova).
Sue opere sono conservate nelle Gallerie d'arte Moderna di Genova, Milano e Roma; all'interno della casa del Mutilato di Genova sono conservati tre bozze ad olio degli affreschi della Casa Madre di Roma e un busto in metallo di Carlo Delcroix, fondatore dell'associazione Mutilati e invalidi di Guerra. Studi, cartoni, bozzetti e il busto in marmo di Delcroix sono conservati alla casa Madre dei Mutilati di Roma. Altre opere si trovano al Ministero dell'Interno. Dal 1980 un'opera ad olio, Le oranti, del 1918, è entrata a far parte della collezione dei Musei Vaticani.
Nel 2013 il comune di Recco intitola una strada al pittore (prosecuzione di Via Speroni).
Nel 2019 Genova ha reso omaggio a Santagata con una importante mostra a Palazzo Reale incentrata sui lavori di affresco nelle case dei Mutilati.

## Opere

### Sculture
- Busto in marmo di Carlo Delcroix (conservato nella Casa Madre dei Mutilati e invalidi di Roma);
- Busto in bronzo del generale Emilio Bertotti;
- Busto in bronzo della medaglia d'oro Giuseppe Garrone (in mostra nel museo del Risorgimento all'interno dell'altare della Patria in Roma);
- Bassorilievo sulla facciata del palazzo sul lungotevere Michelangelo nº 9 a Roma, La Madonna del Grappa fra gli Arcangeli Gabriele e Michele (non firmato ma fedele nella riproduzione della soprafinestra nella Casa Madre dei Mutilati);
- Scultura La Madonna Regina nella cappella della casa di lavoro per i ciechi di guerra;

### Medaglie
- Pellegrinaggio carsico, bronzo, diametro 35 mm (Associazione nazionale mutilati invalidi di guerra - maggio, 1923)

Recto: Eroe invalido, trasportato dall'aquila (A.G. Santagata - S.J.)
Verso: Corona di rovi fioriti. Iscrizione circolare.
- Pellegrinaggio trentino, bronzo, diametro 35 mm (Associazione Naz. Mutilati Invalidi di Guerra - maggio, 1925)

Recto: Pie Donne e crocifissione (A.G. Santagata - S. Johnson)
Verso: Il castello di Trento. Iscrizione circolare.
- Ai commilitoni belgi, bronzo, diametro 35 mm (Associazione Naz. Mutilati Invalidi di Guerra - primavera, 1926)

Recto: Perseo sale su Pegaso (A.G. Santagata - S.J.)
Verso: Fascio Littorio. Iscrizioni circolari e lineari.
- X annuale della Fondazione, bronzo, diametro 35 mm (Ass. Naz. Mutilati Invalidi Guerra, Sezione di Milano - primavera, 1927)

Recto: La vittoria alata con gladio combattente (A.G. Santagata - S.J.)
Verso: La Madonnina del Duomo di Milano. Iscrizioni circolari e lineari.
- Carlo Delcroix, bronzo, diametro 30 mm, tributo di officina fiorentina e destinata al busto di Carlo Delcroix realizzato da Santagata e conservato nella Casa Madre dei Mutilati di Roma - 1928.

Recto: Testa di Delcroix e iscrizione circolare
Verso: Eroe nudo sollevato dall'aquila ( A.G. Santagata).
- Adunata legioni mutilati, bronzo, diametro 35 mm. 1931

Recto: Eroe ignudo scolpisce la Vittoria. Iscrizione circolare (A. G. Santagata)
Verso: Testa di Mussolini, iscrizione circolare.
- Aurelio Nicolodi, bronzo, diametro 40 mm (Unione Italiana dei ciechi - 1931)

Recto: Testa del Nicolodi, iscrizione circolare (A. G. Santagata)
Verso: Due ciechi con fiaccola. Iscrizione circolare.
- I mutilati di guerra milanesi a Galeazzo Ciano, bronzo, diametro 40 mm. 1931

Recto: Locomotive a vapore e uomo a cavallo (A. G. Santagata)
Verso: Stazione Centrale di Milano e simboli. Iscrizione circolare e lineare.

### Illustrazione di libri
La fermezza del tratto disegnativo di Santagata si ritrova anche nella decorazione di libri e in numerosi numeri della rivista Vittoria bollettino dell'Associazione Nazionale Invalidi di Guerra.
- Canti di guerra di Gian Maria Cominetti 1916
- In divine parvenze 1927 di Paola Maria Arcari
- La ballata del vecchio colonizzatore di Renzo Laurano 1937 (tre litografie);
- La leggenda di Roma di Carlo Delcroix (ritratto di Delcroix in copertina)
- Sette santi senza candele di Carlo Delcroix, Vallecchi editore 1924.
- Il porto di Genova e la sua ricostruzione a cura del Consorzio autonomo del porto, 1948 (quattro disegni monocromi)

### Premi e riconoscimenti
- Genova, 1912, inizia le sue partecipazioni alle esposizioni della Società di BB.AA in Genova.
- Genova, 1921, consegue il Pensionato Pittorico "Duchessa di Galliera godibile in Roma.
- Milano, 1926, Inizia le sue partecipazioni alle Mostre del Novecento Italiano.
- Milano, 1926, consegue la prima autorevole segnalazione critica da parte di Carlo Carrà.
- Genova, 1928, è iscritto Accademico di Merito nella classe dei pittori all'Accademia Ligustica di belle arti di Genova.
- Roma, 1930, si aggiudica il Premio del Concorso della Regina per la scultura in bronzo della Medaglia d'Oro Giuseppe Garrone.
- Roma, 1931, inizia le sue partecipazioni alle mostre Quadriennali d'Arte Nazionale.
- Bruxelles, 1935, consegue la medaglia d'oro alla Mostra Internazionale di Bruxelles.
- Roma, 1939, il quadro "pioggia sul piccolo porto" viene inserita ufficialmente nella raccolta della Galleria nazionale d'arte moderna e contemporanea.
- Budapest, 1942, consegue la medaglia d'oro alla Mostra Internazionale di Budapest.
- Venezia, 1942, si aggiudica il premio della XXII Biennale di Venezia, presentando un cartone ispirato alla Grande Guerra.
- Roma, 1957, Il Presidente della Repubblica Giovanni Gronchi lo nomina Commendatore dell'Ordine al Merito della Repubblica Italiana"
- Torino, 1961, vince la medaglia d'oro alla Grande Mostra d'Arti Figurative nel contesto delle celebrazioni di "Italia '61".
- Roma, 1968, Il Presidente della Repubblica Giuseppe Saragat gli concede la medaglia d'oro commemorativa della guerra 1915-1918.
- Genova, 1971, è eletto consigliere d'amministrazione dell'ente morale Accademia ligustica di belle arti di Genova.
- Roma, 1973, è iscritto Accademico Esperto nel ruolo d'onore della Classe discipline Artistiche dell'Accademia archeologica italiana.
- Chiavari, 1976 la città di Chiavari gli conferisce la Fronda d'Oro.
- Recco, 1979, la città di Recco gli conferisce la Cittadinanza Onoraria e la consegna del Recchelino d'Oro.
- Genova, 1979, il quadro "Annuncio di maternità" viene inserito ufficialmente nella quadreria del palazzo Arcivescovile di Genova.
- Genova, 1980, l'Accademia Ligustica di belle arti gli conferisce una Medaglia di Benemerenza.
- Città del Vaticano 1981, l'opera "Le Oranti" viene accolta nella collezione d'arte sacra contemporanea voluta da papa Paolo VI nei Musei Vaticani.